# The Onion
The Onion là một tờ báo trào phúng của Mỹ thường viết những bài báo mang tính châm biếm, trào phúng, tường thuật các tin tức quốc tế, quốc gia và địa phương xuất bản trên báo khổ nhỏ và trên mạng, cùng với đó nó còn sở hữu một tờ báo phi châm biếm là "The A.V. Club". Khởi đầu là báo in từ năm 1988 (đã đình bản từ tháng 12 năm 2013), The Onion tung ra trang web của mình vào năm 1996. The Onion có 90% độc giả trực tuyến thuộc độ tuổi 18-40 Từ năm 2007 tờ báo bắt đầu xuất bản video và audio tin tức trào phúng trực tuyến, gọi là "Onion News Network" (Mạng Tin tức Củ hành). Số lượng khách truy cập đơn nhất vào trang theonion.com trung bình hàng tháng lên đến 7,5 triệu người.
Các bài báo của The Onion bình luận về các sự kiện đương thời, có thật hoặc hư cấu. Nó nhại lại báo chí truyền thống một cách hài hước với những câu chuyện, bài xã luận, mục op-ed (mục tranh luận của các ý kiến trái với quan điểm của ban biên tập trong một tờ báo, thường xuất hiện trong các ấn phẩm báo chí phương Tây), bài phỏng vấn người qua đường, được trình bày giống như một tờ báo truyền thống với một giọng biên tập nhái theo Associated Press. Tính hài hước của báo thường phụ thuộc vào cách trình bày trần tục những sự kiện hàng ngày như tin đáng đọc, siêu thực hay là đáng báo động.